# Bernat II de Cabrera

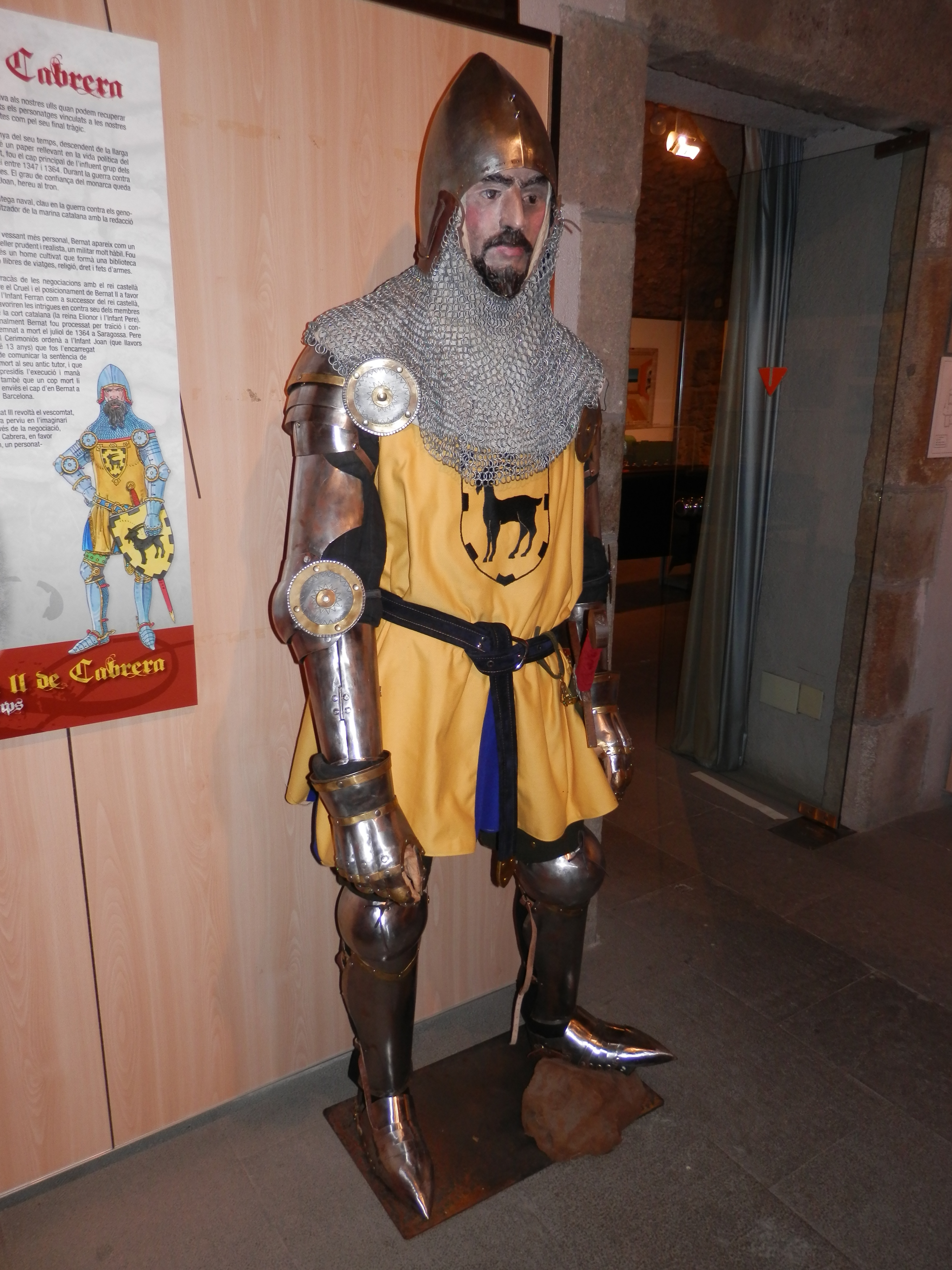
Reproducció de la indumentària de Bernat II de Cabrera al Museu Etnològic del Montseny, La Gabella

Bernat II de Cabrera   (Calataiud, 1298 (Gregorià) - Saragossa, 26 de juliol de 1364), vescomte de Cabrera (1328 - 1343) i (1349 - 1350) i de Bas (1335) i (1352 - 1354) fou un noble de l'aristocràcia catalana, Capità General de l'Armada Reial del senyor rei d'Aragó i redactor de les Ordinacions sobre lo fet de la mar.

## Biografia
Era fill de Bernat I de Cabrera i Leonor Yáñez, dita Elionor de Aguilar (v.1281-1333), senyora d'Aguilar de la Frontera (Còrdova).
|  |                                    |  |  |  |  |  |  |  |  |  |  |  |  |  |  |  |
|  | 16. Guerau IV de Cabrera           |  |  |  |  |  |  |  |  |  |  |  |  |  |  |  |
|  |                                    |  |  |  |  |  |  |  |  |  |  |  |  |  |  |  |
|  |                                    |  |  |  |  |  |  |  |  |  |  |  |  |  |  |  |
|  | 8. Guerau V de Cabrera             |  |  |  |  |  |  |  |  |  |  |  |  |  |  |  |
|  |                                    |  |  |  |  |  |  |  |  |  |  |  |  |  |  |  |
|  |                                    |  |  |  |  |  |  |  |  |  |  |  |  |  |  |  |
|  | 17. Elio Pérez de Castro           |  |  |  |  |  |  |  |  |  |  |  |  |  |  |  |
|  |                                    |  |  |  |  |  |  |  |  |  |  |  |  |  |  |  |
|  |                                    |  |  |  |  |  |  |  |  |  |  |  |  |  |  |  |
|  | 4. Ramon de Cabrera                |  |  |  |  |  |  |  |  |  |  |  |  |  |  |  |
|  |                                    |  |  |  |  |  |  |  |  |  |  |  |  |  |  |  |
|  |                                    |  |  |  |  |  |  |  |  |  |  |  |  |  |  |  |
|  | 18. Ramon II de Tortosa            |  |  |  |  |  |  |  |  |  |  |  |  |  |  |  |
|  |                                    |  |  |  |  |  |  |  |  |  |  |  |  |  |  |  |
|  |                                    |  |  |  |  |  |  |  |  |  |  |  |  |  |  |  |
|  | 9. Ramona de Montcada              |  |  |  |  |  |  |  |  |  |  |  |  |  |  |  |
|  |                                    |  |  |  |  |  |  |  |  |  |  |  |  |  |  |  |
|  |                                    |  |  |  |  |  |  |  |  |  |  |  |  |  |  |  |
|  | 19. Galbors                        |  |  |  |  |  |  |  |  |  |  |  |  |  |  |  |
|  |                                    |  |  |  |  |  |  |  |  |  |  |  |  |  |  |  |
|  |                                    |  |  |  |  |  |  |  |  |  |  |  |  |  |  |  |
|  | 2. Bernat I de Cabrera             |  |  |  |  |  |  |  |  |  |  |  |  |  |  |  |
|  |                                    |  |  |  |  |  |  |  |  |  |  |  |  |  |  |  |
|  |                                    |  |  |  |  |  |  |  |  |  |  |  |  |  |  |  |
|  | 20. Guillem Umbert III de Montseny |  |  |  |  |  |  |  |  |  |  |  |  |  |  |  |
|  |                                    |  |  |  |  |  |  |  |  |  |  |  |  |  |  |  |
|  |                                    |  |  |  |  |  |  |  |  |  |  |  |  |  |  |  |
|  | 10. Guillem I de Montclús          |  |  |  |  |  |  |  |  |  |  |  |  |  |  |  |
|  |                                    |  |  |  |  |  |  |  |  |  |  |  |  |  |  |  |
|  |                                    |  |  |  |  |  |  |  |  |  |  |  |  |  |  |  |
|  | 21. Ramona                         |  |  |  |  |  |  |  |  |  |  |  |  |  |  |  |
|  |                                    |  |  |  |  |  |  |  |  |  |  |  |  |  |  |  |
|  |                                    |  |  |  |  |  |  |  |  |  |  |  |  |  |  |  |
|  | 5. Alamanda de Montclús            |  |  |  |  |  |  |  |  |  |  |  |  |  |  |  |
|  |                                    |  |  |  |  |  |  |  |  |  |  |  |  |  |  |  |
|  |                                    |  |  |  |  |  |  |  |  |  |  |  |  |  |  |  |
|  | 1. Bernat II de Cabrera            |  |  |  |  |  |  |  |  |  |  |  |  |  |  |  |
|  |                                    |  |  |  |  |  |  |  |  |  |  |  |  |  |  |  |
|  |                                    |  |  |  |  |  |  |  |  |  |  |  |  |  |  |  |
|  | 12. Juan Gómez Dovinhal            |  |  |  |  |  |  |  |  |  |  |  |  |  |  |  |
|  |                                    |  |  |  |  |  |  |  |  |  |  |  |  |  |  |  |
|  |                                    |  |  |  |  |  |  |  |  |  |  |  |  |  |  |  |
|  | 6. Gonzalo Yáñez Dovinhal          |  |  |  |  |  |  |  |  |  |  |  |  |  |  |  |
|  |                                    |  |  |  |  |  |  |  |  |  |  |  |  |  |  |  |
|  |                                    |  |  |  |  |  |  |  |  |  |  |  |  |  |  |  |
|  | 3. Elionor de Aguilar              |  |  |  |  |  |  |  |  |  |  |  |  |  |  |  |
|  |                                    |  |  |  |  |  |  |  |  |  |  |  |  |  |  |  |
|  |                                    |  |  |  |  |  |  |  |  |  |  |  |  |  |  |  |
|  | 7. Berenguela Folc de Cardona      |  |  |  |  |  |  |  |  |  |  |  |  |  |  |  |
|  |                                    |  |  |  |  |  |  |  |  |  |  |  |  |  |  |  |
|  |                                    |  |  |  |  |  |  |  |  |  |  |  |  |  |  |  |

Es casà amb Timbor de Fenollet, filla del vescomte d'Illa i de Canet. Segons Andreu de Bofarull, va ser castlà de la vila de Reus a partir del 1327, càrrec que conservà fins al 1335. Heretà el vescomtat de Bas del seu parent Hug VI d'Empúries el 1335, però poc temps després el cedí al rei Pere el Cerimoniós, a canvi de Cànoves i Bell-lloc. Bernat fou pare de Ponç IV de Cabrera i Bernat III de Cabrera, qui es casà amb Margarida de Foix. Les relacions matrimonials amb Timbor no van ser mai bones, i van viure separats la major part del temps (ella al Castell de Montclús). Timbor va insistir durant anys per a tenir una audiència papal, a fi de poder anul·lar el matrimoni.
La seva neta Constança de Cabrera fou l'anomenada abadessa de Santa Maria de Vallbona de les Monges (1392 - 1401) i Santa Maria de Valldonzella (1402 - 1433).

### Guerra de la Unió
Derrotà els nobles de la Unió d'Aragó a la batalla d'Épila (1348) i poc després, a la batalla de Mislata, els de la Unió de València.

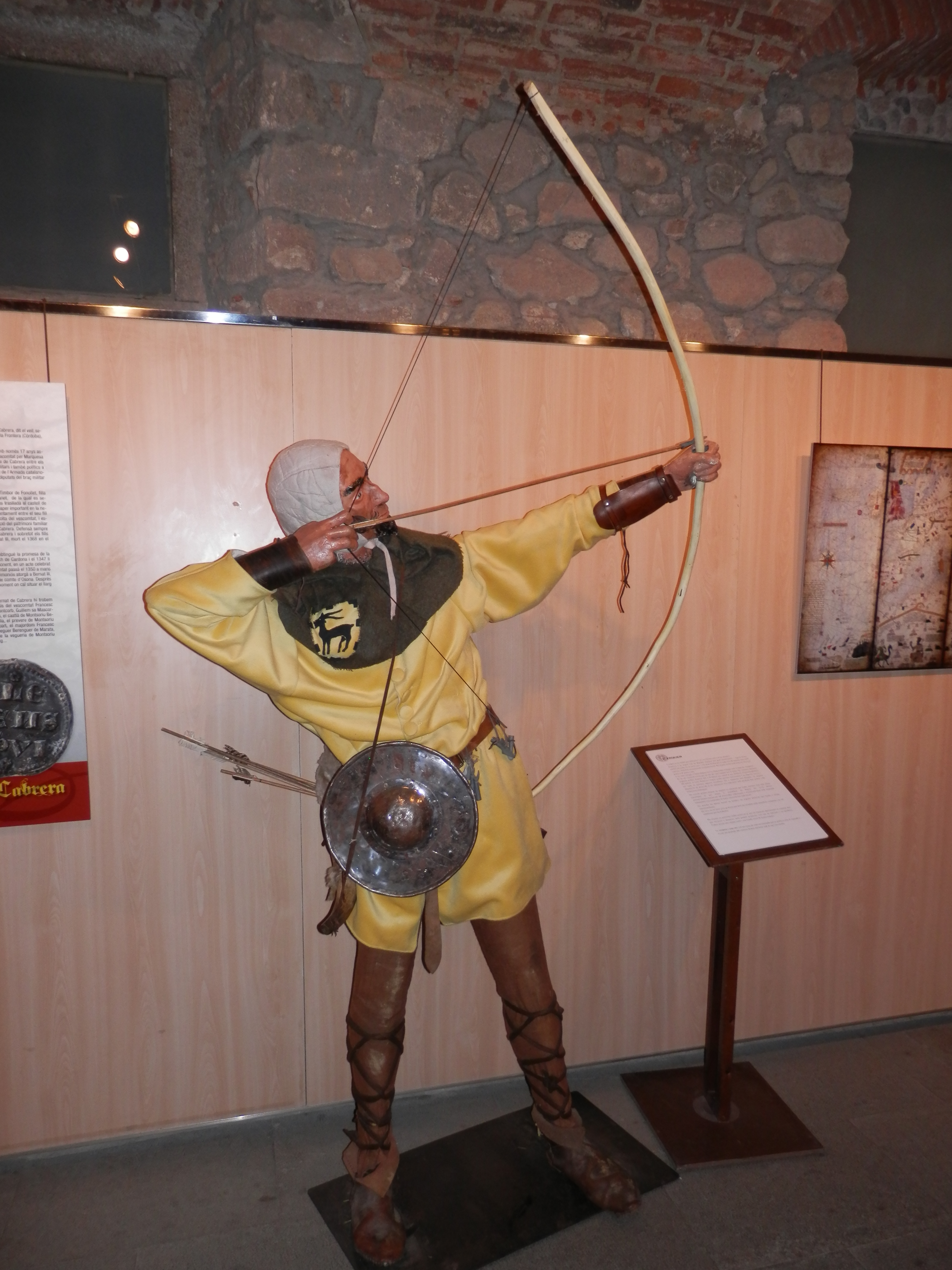
Reproducció d'un arquer de Bernat II de Cabrera

El 1343 es retirà al monestir de Sant Salvador de Breda i cedí el vescomtat de Cabrera al seu fill Ponç IV, però el rei Pere el Cerimoniós se'l va endur a l'Aragó el 1347 i el va fer conseller particular.

### Guerra de Sardenya i guerra venecianogenovesa
Fou preceptor de l'infant Joan i mercè a això li retornaren el vescomtat de Bas. Acompanyà, amb el vicealmirall Mateu Mercer al rei a les expedicions a Sardenya, i la seva flota derrotà la flota genovesa a la batalla naval de Port del Comte (1353), cosa que facilità la conquesta de l'Alguer. El 1354 redactà les Ordinacions del fet de la mar, en què organitzà l'Armada Reial.

### Guerra dels Dos Peres
El 1357 li fou encarregat negociar una treva amb Pere I de Castella que aquest no va respectar i atacà la frontera d'Aragó. El 1361 negocià la Pau de Terrer a Deza (Regne de Castella) i a Terrer (Aragó), i un cop signada, combaté els sarraïns de Granada amb sis galeres i 300 cavallers catalans i aragonesos en l'acció contra Gibraltar. Però quan aquesta acabà Pere I de Castella tornà a envair Aragó i assetjà Calataiud, prengué Terol i assetjà València. Bernat II de Cabrera es va encarregar, juntament amb Alfons IV de Ribagorça de negociar la Pau de Morvedre, que no es ratificà.

### Caiguda en desgràcia
Els nobles aragonesos conspiraren contra ell i el malposaren contra el rei, raó per la qual hagué de fugir a Navarra, on el rei Carles II de Navarra el va fer presoner i el tornà a Aragó. El 1364 fou executat per ordre del rei a la plaça de Saragossa. Malgrat que bona part dels seus béns fou retornada a la família, no fou rehabilitat ni perdonat. L'execució de Bernat de Cabrera per part del rei va ser un esdeveniment notable de l'època; tant que va perdurar en el folklore català tal com va recollir Joan Amades. En la llegenda sobre l'escut del rei en Pere, se li suposa haver adoptat la bandera sarda amb la creu de Sant Jordi de gules i els quatre caps de sable de cabdills moros vençuts, tot sobre fons d'argent; però enlloc de caps de cabdills, els que apareixen a l'escut del rei són els dels seus enemics: Ferran comte de Tortosa; Pere el Cruel, rei de Castella; Bernat de Cabrera i Dalmau de Cruïlles.